# フーリエ数
フーリエ数（フーリエすう）とは、熱伝導に関係する無次元数である。名はフランスの物理学者ジョゼフ・フーリエに由来する。以下の式で表される。
{\displaystyle Fo={t\lambda }/{C\rho {l}^{2}}}
ただし、{\displaystyle Fo}はフーリエ数、{\displaystyle t}は特性時間、{\displaystyle \lambda }は熱伝導率、{\displaystyle C}は比熱、{\displaystyle \rho }は密度、{\displaystyle l}は長さを意味する。